# Conrad von Humbracht
Conrad von Humbracht (* um 1511 oder 1512 in Frankfurt am Main; † 24. Januar 1582 ebenda) war ein deutscher Rechtsgelehrter, Geistlicher und Politiker.

## Leben und Werk
Humbracht war der Sohn des Frankfurter Tuchhändlers Claus Humbracht († 1523) und seiner Ehefrau Anna geb. Märckel (1492–nach 1538). 1528 trat er als Altarist in das Weißfrauenkloster ein, 1530 bis 1539 war er Kanoniker des Liebfrauenstiftes. Er studierte die Rechte in Freiburg, Basel, Bourges und Bologna und schloss sein Studium mit der Promotion zum Dr. iur. ab. 1539 kehrte er nach Frankfurt am Main zurück, wo unterdessen 1533 die Reformation eingeführt worden war. Humbracht verließ deshalb den geistlichen Stand und schlug eine politische Laufbahn ein. 1547 wurde er als Angehöriger der Ganerbschaft Alten Limpurg in den Rat der Freien Reichsstadt Frankfurt berufen, 1548 Schöffe. In den Jahren 1554, 1559, 1565, 1570 und 1575 wurde er jeweils zum Älteren Bürgermeister der Stadt gewählt. Außerdem war er 1555 Gesandter der Reichsstadt Frankfurt auf dem Reichstag zu Augsburg, auf dem der Augsburger Religionsfriede verabschiedet wurde.
Verheiratet war er seit dem 8. März 1546 mit Lucretia von Helle, genannt Pfeffer (begraben 5. September 1599 in Frankfurt). Sie war die Letzte der Frankfurter Patrizierfamilie von Helle.